# Tipula graecolivida
Tipula graecolivida är en tvåvingeart som beskrevs av Mannheims 1954. Tipula graecolivida ingår i släktet Tipula och familjen storharkrankar. Inga underarter finns listade i Catalogue of Life.